# Paul Cattermole
Paul Gerald Cattermole (geb. 7. März 1977 in St Albans, Hertfordshire; gest. 6. April 2023 in Dorset) war ein britischer Sänger und Schauspieler, der vor allem als Mitglied der britischen Popband S Club 7 bekannt wurde.

## Leben und Karriere
Cattermoles Großvater arbeitete in den Londoner Abbey Road Studios, sodass sein Enkel bereits in jungen Jahren ein Interesse für Musik entwickelte. Als Teenager trat er dem Londoner National Youth Music Theatre bei.
Simon Fuller castete ihn 1998 als Teil der Popgruppe S Club 7. Mit ihr erreichte er zwischen 1999 und 2001 viermal Platz eins der britischen Singlecharts. Von 1999 bis 2000 war er Darsteller in der Fernsehserie S Club 7 in Miami. 2002 verließ er S Club 7, um sein musikalisches Repertoire zu ändern, und trat fortan mit der Metalband Skua auf, der er bereits zur Schulzeit angehört hatte. 2005 trat er als Sänger der Rockgruppe Charlie Bullitt wieder auf, verließ jedoch auch diese Gruppe.
2015 gab Cattermole in der Rolle des Eddie in The Rocky Horror Show sein Bühnendebüt.
Am 6. April 2023 wurde Cattermole in seinem Zuhause in Dorset aufgefunden und am selben Tag im Alter von 46 Jahren für tot erklärt; nach Angaben der Polizei gebe es keine verdächtigen Umstände.

## Filmografie
- 1999: S Club 7: Back to the 50’s (TV)
- 1999: S Club 7: Boyfriends and Birthdays (TV)
- 1999: S Club 7: You’re My Number One (Kurzfilm)
- 1999–2000: S Club 7 in Miami (Fernsehserie, 15 Folgen)
- 2000: S Club 7 in L.A. (Fernsehserie, 13 Folgen)
- 2000: S Club 7: Artistic Differences (TV)
- 2001: S Club 7 in Hollywood (Fernsehserie, 13 Folgen)
- 2002: Viva S Club (Fernsehserie, 5 Folgen)
- 2019: First Dates Hotel (Fernsehserie, eine Folge)